# Malherbe-kecskepapagáj
A Malherbe-kecskepapagáj (Cyanoramphus malherbi), korábban narancshomlokú papagáj, a madarak osztályának papagájalakúak rendjébe és a szakállaspapagáj-félék (Psittaculidae) családjába tartozó faj.

## Előfordulása
Új-Zéland déli szigetén honos.

## Megjelenése
Tollazata zöld. Szárnyán a fedőtollak kékek. Homloka narancssárga.

## Természetvédelmi helyzete
A vadonban nagyjából 50 példány élhet.